# Будівництво 885 і ВТТ
Будівництво 885 і ВТТ — виправно-трудовий підрозділ ГУЛАГ, оперативне керування якого здійснювало Головне Управління таборів промислового будівництва (рос. ГУЛПС).
Організований між 25.12.45 і 31.10.46;

закритий 03.12.48.
Дислокація: Кіровська область, м. Кіров.

## Виконувані роботи
- будівництво заводу 752 МХП[1] і дороги на Балезіно і Кірово-Чепецьк.

## Чисельністьз/к
- 01.12.46 — 1057,
- 01.01.47 — 1082,
- 01.01.48 — 4122,
- 01.12.48 — 3243